# خمسة نظامي (مخطوطة المكتبة البريطانية)

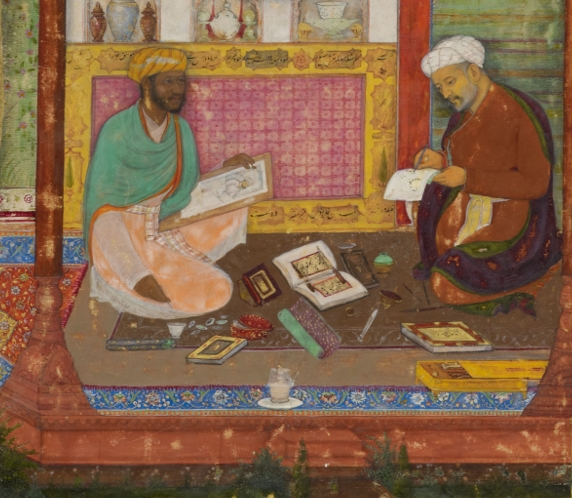
تفاصيل المنمنمات التي أضافها الفنان دولت والتي تظهره (يسارًا) وهو يرسم خطاط المخطوطة عبد الرحيم

المخطوطة الُمذهَّبة لخمسة نظامي في المكتبة البريطانية (رقمها: Or. 12208) هي مخطوطة مُصورة بشكل فاخر لـ "القصائد الخمس" لنظامي الكنجوي ، وهو شاعر فارسي من القرن الثاني عشر، أنشأها عدد من الفنانين الرسامين وكاتب واحد بأمر من السلطان المغولي أكبر في أوائل تسعينيات القرن السادس عشر في ورشة البلاط المغولي، على الأرجح في عاصمة أكبر الجديدة لاهور (تقع الآن في باكستان). بصرف النظر عن الخط المُميز للنص الفارسي، تشتهر المخطوطة بأكثر من أربعين منمنمة مغولية ذات أعلى جودة في وقتها في جميع أنحاء النص؛ خمسة منها منفصلة عن المخطوطة الرئيسة وهي موجودة في متحف والترز للفنون في بالتيمور (رقمها: MS W.613). وُصفت المخطوطة بأنها "واحدة من أروع الأمثلة على فنون الكتاب الهندية الإسلامية"، و"واحدة من أرقى أنواع المخطوطات الفاخرة المصنوعة لأكبر".

## النص

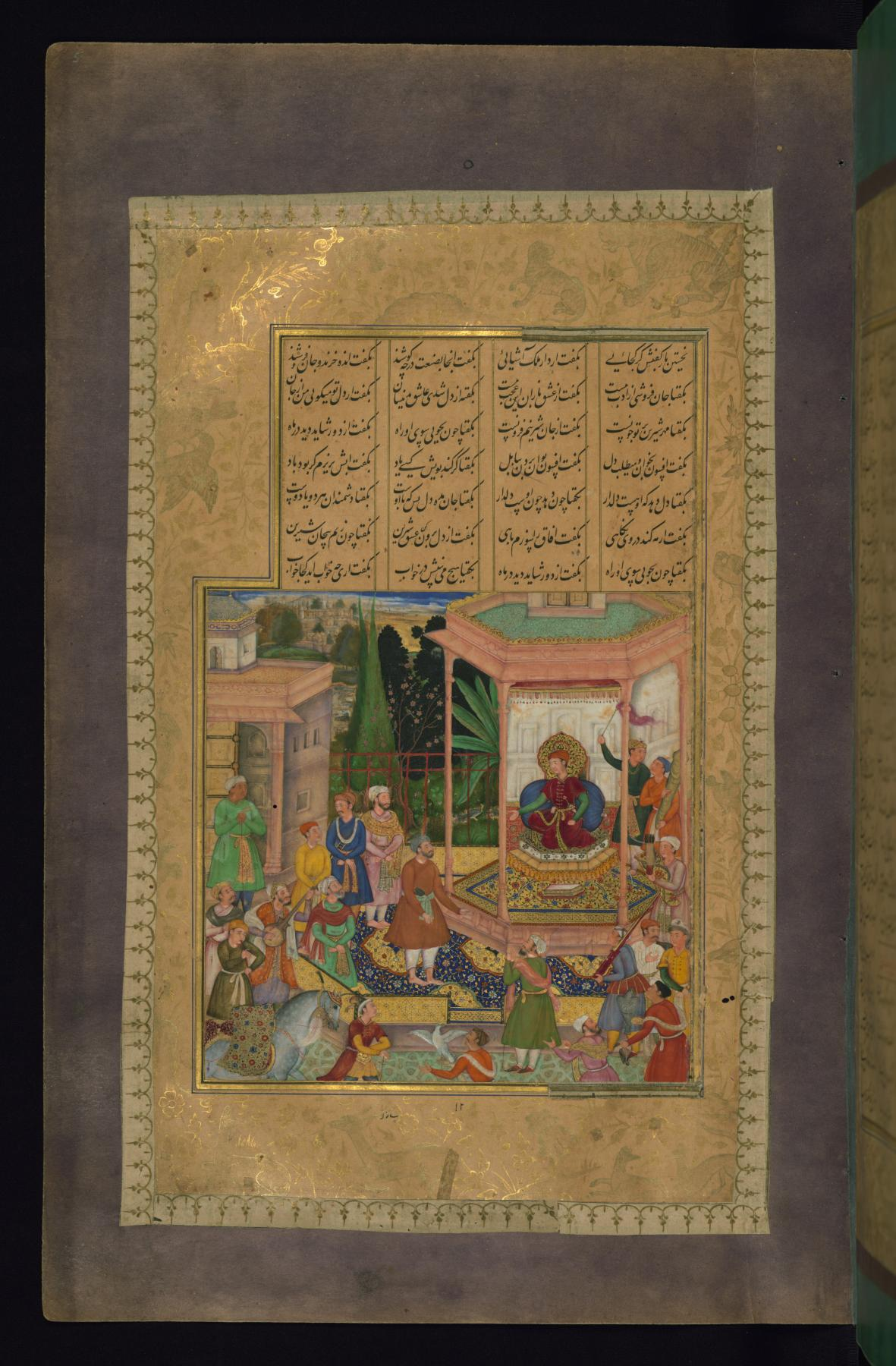
فرهاد قَبْل خسرو، إحدى صفحات والترز

مجموعة الأعمال الخمسة التي كتبها نظامي هي من كلاسيكيات الشعر الفارسي والتي أٌنشئ لها العديد من النسخ المخطوطة الفاخرة المزخرفة؛ ولا ينبغي الخلط بين هذه المخطوطة والمخطوطة الموجودة في مكتبة بريطانيا (رقمها: Or. 2265)، وهي مخطوطة فارسية من عام 1539 إلى عام 1543 وهي معروفة بشكل أفضل. القصائد مكتوبة بأبيات شعرية مُقفاة على الصياغ المثنوي. القصيدة الأولى عبارة عن مجموعة من الخطابات الأخلاقية الموضحة بالقصص أو الأمثال المستمدة في الغالب من حياة الشخصيات التاريخية، في حين أن القصائد الأربع المتبقية هي روايات رومانسية، تشمل العديد من القصص الموجودة في التقاليد الفارسية والأعمال السابقة مثل الشاهنامة للفردوسي. كان السلطان أكبر قد كلَّف بالفعل بإعداد مخطوطة أصغر حجمًا إلى القصائد الخمسة، والتي أُنجزَت في الفترة من 1585 إلى 1590.
كتب النص عبد الرحيم عنبران قلم، ولا ينبغي الخلط بينه وبين عبد الرحيم خانا خان [الإنجليزية]، وزير أكبر ومترجمه من الفارسية، بين 12 تشرين الأول 1593 و14 كانون الأول 1595، كما هو مسجل في النقوش.

## المنمنمات
تُنسب هذه المنمنمات من خلال النقوش إلى ما لا يقل عن عشرين فنانًا، ويبدو أن بعضهم من الهندوس، على الرغم من أن الفنان الرئيس مسلم وهو خواجة عبد الصمد. إحدى المنمنمات، التي تصور صيد خسرو، هي أحدث عمل معروف لعبد الصمد، الرئيس السابق لورشة العمل السلطانية وأحد الفنانين الذين أحضرهم همايون من بلاد فارس قبل حوالي خمسة وأربعين عامًا، في بداية التقاليد المغولية. كان الكاتب الوحيد هو عبد الرحيم عنبران قلم، وهو من أبرز الخطاطين في ذلك العصر. وعلى غير العادة، عندما ورث جهانجير، ابن أكبر، المخطوطة، أُضيفت إليها منمنمة إضافية بأمر من السلطان الجديد، مع صورة مزدوجة تُظهر الكاتب وهو يعمل أمام فنان المنمنمة الجديدة دولت، وهو يرسم له صورة. يرجع تاريخ هذه الورقة، التي تحتوي على رقم أخير غير قابل للقراءة، إلى الفترة ما بين عامي 1611 و1620. بعض المنمنمات هي أعمال أكثر من فنان، وعادة ما يُقسم العمل بين رسم التكوين العام والتلوين والوجوه. كانت هذه طريقة شائعة في الورشة المغولية الهندية، ولكنها أفسحت المجال لرسم جميع المنمنمات من فنان واحد، حيث أصبح الأسلوب المغولي مهتمًا بشكل متزايد بالتفاصيل الدقيقة والتصوير الواقعي.
بصرف النظر عن أصلها الرئيس في تقليد الرسم المصغر الفارسي، فإن أسلوب المنمنمات يعكس الفن الهندي والفن الغربي الذي كان معروفًا في بلاط أكبر من خلال الاتصالات التي تضمنت المواد التي جلبها المبشرون اليسوعيون. في حين أن المناظر الطبيعية غالبًا ما تُظهر التأثير الأوروبي، وخصائص شمال أوروبا في الواقع، فإن العديد من الحيوانات المصورة تتجاهل في الغالب الوحوش الأسطورية التي غالبًا ما تُرى في اللوحات الفارسية، وتؤكد على الأنواع الأصلية في الهند، والتي تم تصويرها بقدر كبير من الطبيعية.
إن اختيار وتأكيد المنمنمات له سمات مميزة معينة؛ فمن المحتمل أن يكون اختيار الموضوعات قد تم من أمين المكتبة الملكي ووافق عليه السلطان، أو ربما من السلطان نفسه مباشرةً، وربما أيضًا بالتشاور مع بعض الفنانين. يذكر أحد الملحقين، على نحو غير معتاد، أن الكتاب "كان بتكليف من خزانة الكتب والمكتبة المهيبة، لخدم جلالته...". من المتوقع أن يتم التركيز على واجبات وصعوبات وروعة السلطانية في لجنة من اختيار السلطان، ولكن هناك موضوع آخر متكرر، وهو صعوبات العلاقات بين الآباء والأبناء، وهو أكثر فردية في هذا الكتاب (المنمنمات 5، 14، 16، 18، 20). هناك اهتمام خاص بالفنون البصرية؛ فإلى جانب الصورة غير العادية المضافة للكاتب والرسام، صُورَت الأعمال الفنية على الطراز الغربي والمنحوتات الهندية (المنمنمات، 25، 36، 44). ومن المرجح أن تكون الأحداث في القصص أيضًا تهدف إلى الإشارة إلى انتصارات أكبر، وكرمه تجاه المهزومين.

## الوصف

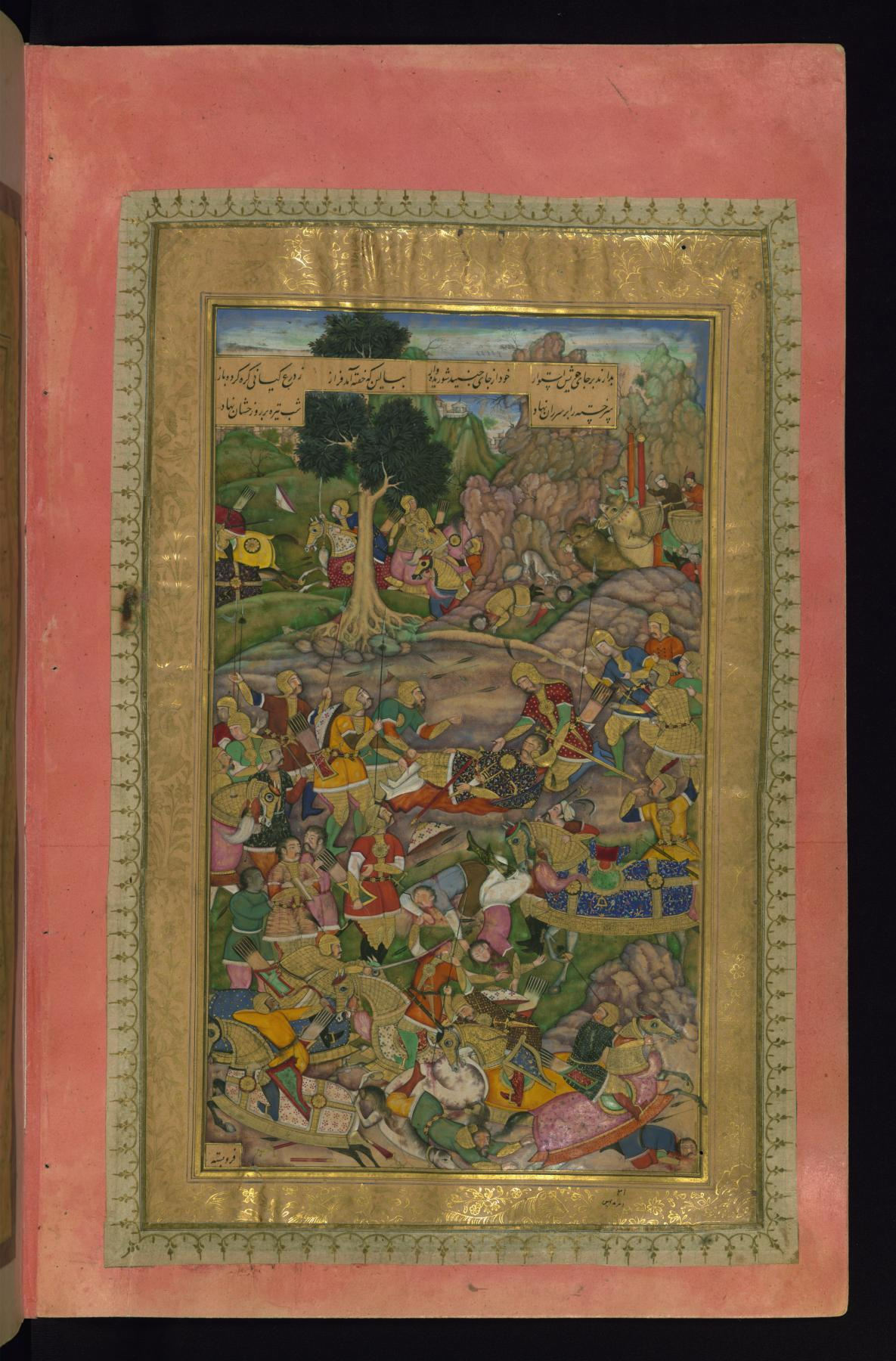
موت داريوس، بقلم دارم داس، صفحة أخرى من والترز

تحتوي المخطوطة الموجودة في لندن على 325 صفحة من الورق المصقول ذي اللون البني الفاتح بحجم صفحة 302 × 198 مم. في صفحات النصوص، يكون خط النستعليق في أربعة أعمدة، كل عمود يتكون من 21 سطرًا. ويوجد أيضًا بعض النصوص على معظم الصفحات المصغرة، داخل الإطار المستطيل في حجرات مختلفة الحجم والشكل والمكان. تحتوي المنمنمات على إطارات مستطيلة متغيرة إلى حد ما من الخطوط العادية وأشرطة الألوان، وخارجها توجد حدود سخية مليئة بزخارف ترميدية ذهبية عالية الجودة من النباتات والطيور والحيوانات، مع بعض الصخور وعناصر المناظر الطبيعية الأخرى. خارج هذا توجد إطارات عادية أخرى، مع منطقة أخيرة من زخرفة القلم البسيطة والتي ربما تكون حديثة حيث أن الشكل يختلف بين الصفحات في لندن وتلك الموجودة في بالتيمور.
يحتوي الجزء الرئيس من المخطوطة الموجود في لندن على 36 صورة مصغرة مجسمة على صفحة كاملة، إحداها على صفحة مزدوجة. تحتوي بالتيمور على أربع مجسمات، بما في ذلك أيضًا موضوع صفحة مزدوجة (أي خمس صفحات). هناك مصغرتان إضافيتان (أو واحدة مزدوجة) مفقودتان، كما هو موضح من خلال نظام صغير ويبدو مبكرًا لترقيم المنمنمات. لذلك كانت المخطوطة في الأصل تحتوي على 42 صفحة من المنمنمات، مع احتساب الصفحتين المزدوجتين كصفحتين. بعض المنمنمات خارج تسلسلها الطبيعي، لكن الترقيم يشير إلى أن المخطوطة قد صُنعَت بهذه الطريقة. بالإضافة إلى المنمنمات التصويرية، هناك عدد من الصفحات التي تحتوي على لوحات زخرفية من الزخارف المجردة والنباتات والحيوانات، وخاصة في بداية ونهاية أقسام العمل. الغلاف الأصلي للكتاب مطلي من الجهتين (أمامي وخلفي) ويحتوي أحد الجانبين على مشهد ذهبي وبني لحيوانات تهاجم حيوانات أخرى في منظر طبيعي، وعلى الجانب الآخر مشهد بألوان باهتة، أحدهما لصيد والآخر لحاكم متوج، بلا شك هو السلطان أكبر، يتم تقديم صيده. وُضعَت المشاهد الأربعة جميعها في إطار ذي حافتين من الزخارف المتقنة، والتي تشبه في أسلوبها، مثل الكثير من الأعمال الزخرفية المجردة، الزخارف السجادية الفارسية أو المغولية.

## التاريخ
تاريخ المخطوطة غير معروف بعد أن ملكها جهانجير؛ بلغ عدد المخطوطات في مكتبة المغول حوالي 24000 مخطوطة في أوجها، على الرغم من أن العديد منها أصبحَت في حوزة نادر شاه عندما اجتاح جزءًا كبيرًا من سلطنة المغول في القرن الثامن عشر؛ كرد على أخذ سلاطنة مغول الهند مخطوطات إيرانية. يبدأ التاريخ المعروف في عام 1909، عندما اشترى جامع التحف سي دبليو ديسون بيرينس [الإنجليزية] (من عائلة صلصة ورشيسترشاير) الجزء الخاص بلندن، والذي أوصى به للمتحف البريطاني عند وفاته في عام 1958. وقد وصلت إلى المكتبة البريطانية عندما ورثت مكتبات المتحف البريطاني عند تأسيسها في عام 1973. كانت أوراق بالتيمور قد فُصلَت بالفعل قبل عام 1909. في عام 2013، عُرضت صفحات من المخطوطة في معرض المكتبة البريطانية "الهند المغولية: الفن والثقافة والإمبراطورية".

## معرض (متحف والترز للفنون)

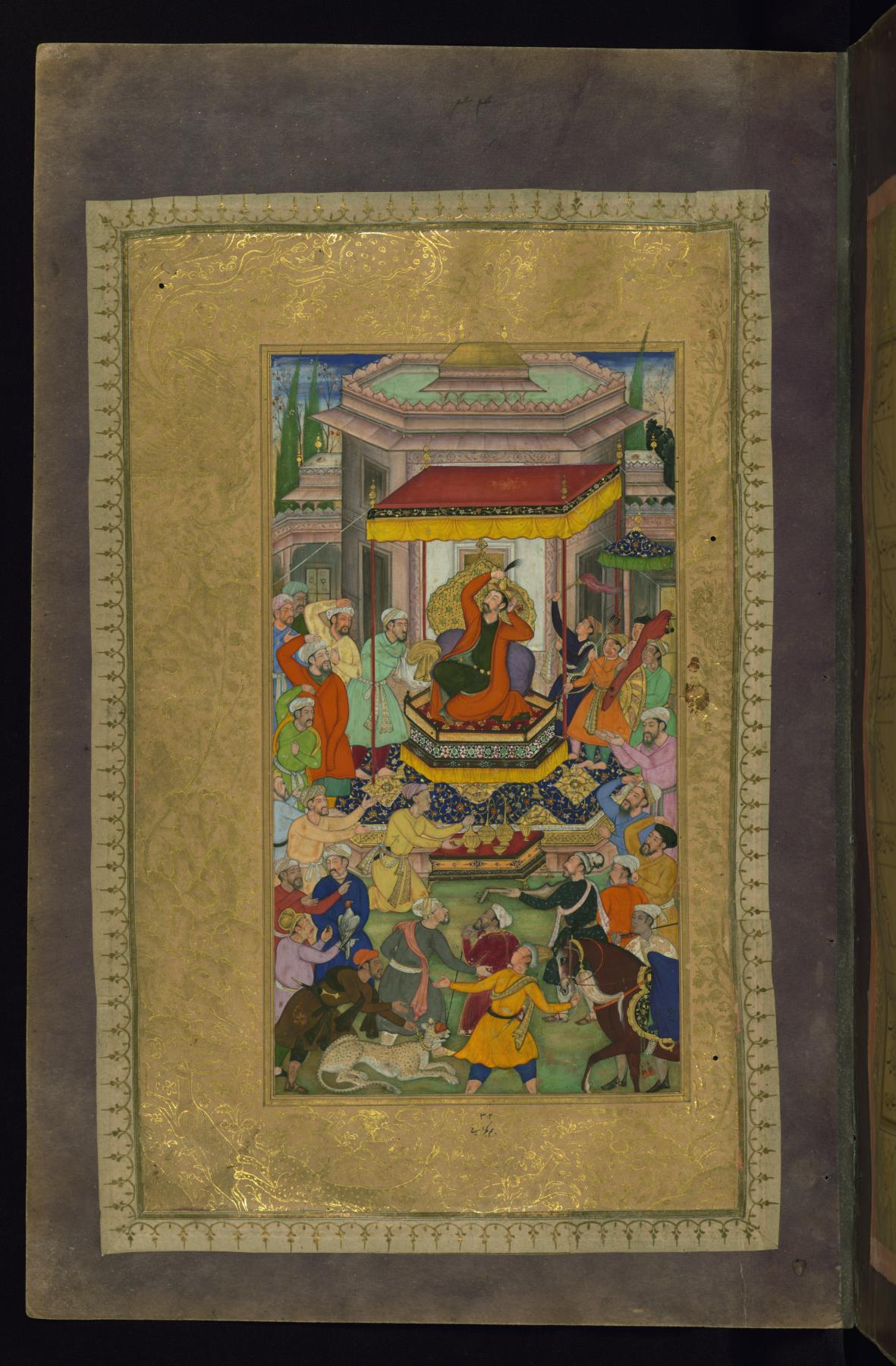
بيم غوجاراتي، الإسكندر الأكبر يتوج على العرش في برسيبوليس
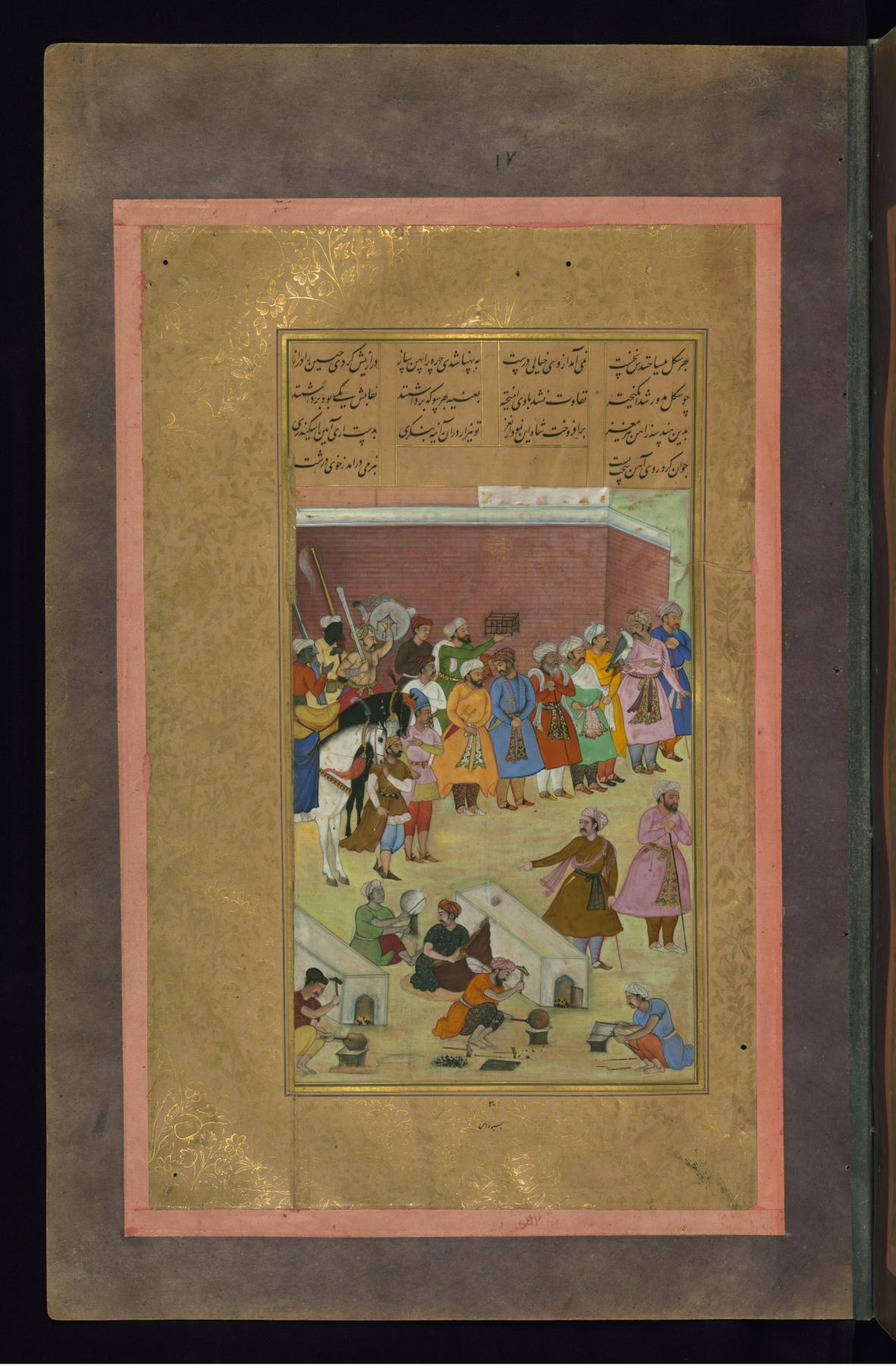
عبد الرحيم عنبران قلم، اختراع المرآة في حضرة الإسكندر الأكبر ، الجانب الأيسر من صفحة مزدوجة
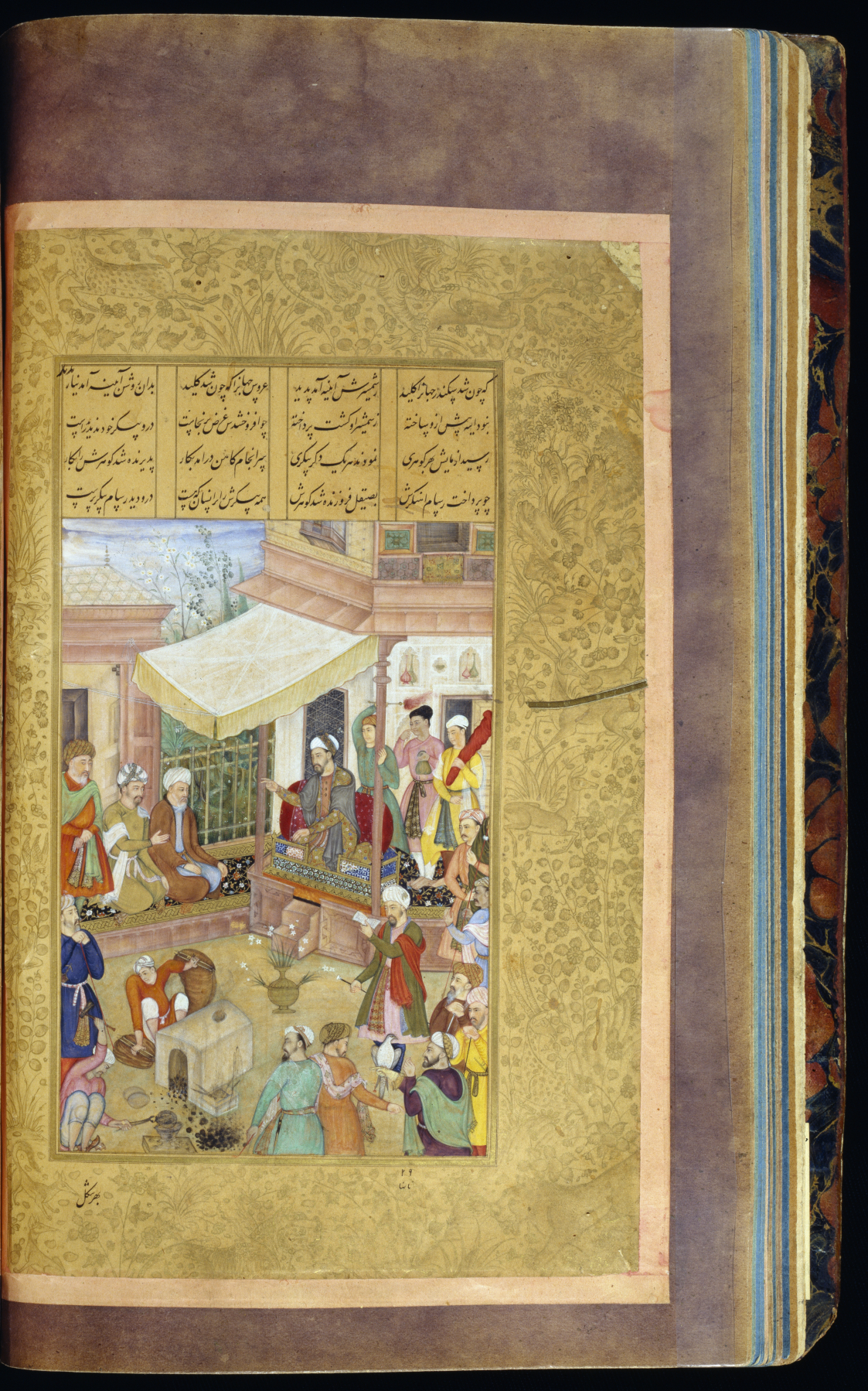
عبد الرحيم عنبران قلم، اختراع المرآة في حضرة الإسكندر الأكبر ، الجانب الأيمن من صفحة مزدوجة
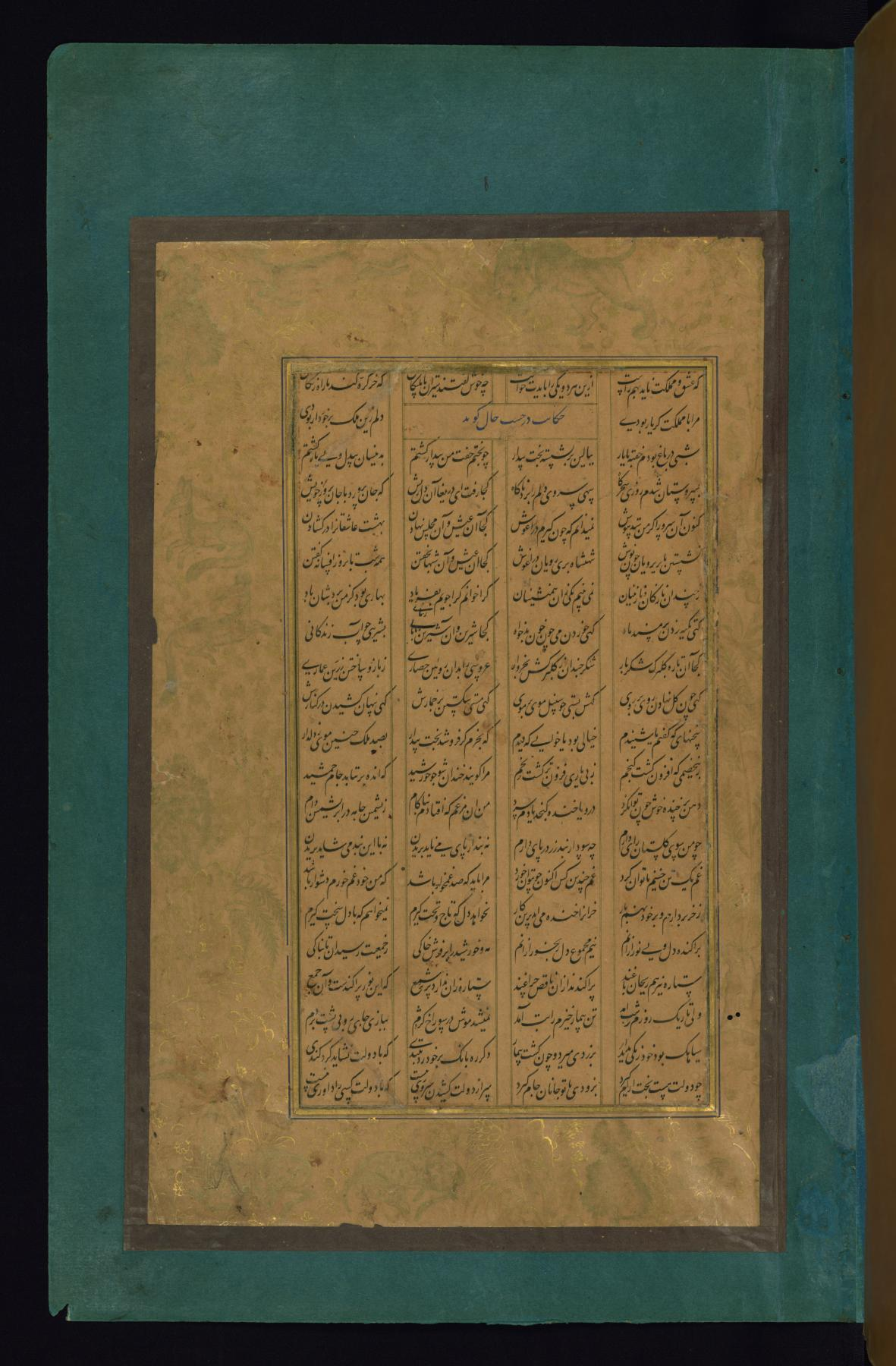
عبد الرحيم عنبران قلم، صفحة نصية، والترز W613 1A

## ملحوظات
1. 1 2 3 4  وصلة مرجع: http://www.bl.uk/manuscripts/FullDisplay.aspx?ref=Or_12208.
2. 1 2 3  وصلة مرجع: https://art.thewalters.org/detail/6633/five-poems-quintet-10/.
3. ↑  Walters database entry نسخة محفوظة 2024-12-03 على موقع واي باك مشين.
4. ↑  Schimmel & Waghmar, 264
5. ↑  Losty & Roy, 49
6. ↑  Welch, 22, 30, 70-97
7. ↑  Brend, 7-8, with a fuller account as the miniatures are worked through
8. ↑  Losty & Roy, 48
9. ↑  in fact ʻAbd al-Rahīm ʻAnbarīn-qalām, from هراة, began at the Mughal court working for Abdul Rahim Khan-I-Khana. See Rice, Yael, "Between the Brush and Pen; on the Intertwined Histories of Mughal Painting and Calligraphy", in Envisioning Islamic Art and Architecture: Essays in Honor of Renata Holod, edited by David J. Roxburgh, 163, note 41
10. ↑  British Library Catalogue نسخة محفوظة 2023-06-20 على موقع واي باك مشين.
11. ↑  Brend, 66
12. ↑  Titley, 193
13. ↑  Brend, 65-66
14. ↑  Brend, 17-20; Full page image online, from the British Library[وصلة مكسورة]
15. ↑  Brend, 80
16. ↑  Brend, 70
17. ↑  Brend, 71
18. ↑  Brend, 8, 66
19. 1 2 3  Brend, 8
20. ↑  Brend, 66-69; Losty and Roy, 49
21. ↑  Schimmel & Waghmar, 266
22. ↑  Losty & Roy, 48-55

## روابط خارجية
- وصف كتالوج أوراق والترز
- رابط كتالوج المكتبة البريطانية مع رابط إلى قسم المكتبة البريطانية الكامل نسخة محفوظة 20 مارس 2023 على موقع واي باك مشين.